# 诸暨话
诸暨话，属于吴语太湖片临绍小片。諸暨以南为南部吴语，处于南北吴语的交汇点，受到週邊金華的南部吳語的影響。
诸暨全境除原属东阳的岭北之外口音大体较为接近，诸暨历来属于绍兴八县之一，方言属于广义绍兴话，但诸暨人往往认为自己的口音与绍兴相距甚远，也很少说自己是绍兴人。

諸暨話有八個聲調（個別調在單字裏較難以區分，在詞語中變調後聽感明顯），不分尖团，听感上硬且刚直。诸暨人说话嗓音巨大，送气量大。和大多数临绍片语言一样多有鼻化韵。元音高化明显。有舌面音。句尾多用语气词：嗟。为古文言遗存。

## 词汇
- 我——我ngou
- 你——爾n
- 他——渠ji/ge
- 我们——𠊎nga
- 你们——偌nia
- 他们——伽jia
- 儿子——儿子n tsy
- 女儿——女no
- 老婆——老嬷lau mo
- 小孩——小人头shiau nyin dou
- 爷爷——爷爷ya ya
- 奶奶——娘娘nyan nyan，阿嬷ah mo
- 伯父——阿伯ah pah
- 叔父——阿叔ah soh，小爹shiau tia
- 打架——打架tan kaon
- 吵架——討相罵thau shian mo
- 上午——前半日zhie poe nyih
- 下午——後半日yeu poe nyih
- 串门——搶音人家 chian nyin ko
- 回去——去還khie vae